# Cangas del Narcea (parroquia)
Cangas del Narcea es una parroquia del concejo homónimo, en el Principado de Asturias (España). Alberga una población de 5.878 habitantes
(INE 2022)
en 3.012 viviendas
.
Ocupa una extensión de 1,71 km².
Está situada en la zona centro-norte del concejo.
Limita al norte con la parroquia de Corias;
al oeste, con la de Entreviñas / San Cristóbal;
al sur, con la de Cueras / Santolaya;
al suroeste, con la de Adralés;
y al oeste con la de Obanca / Santa Marina
.

## Localidades
Según el nomenclátor de 2013 la parroquia está formada por las poblaciones de:
- Cangas del Narcea (villa): 6.592 habitantes.
- Curriellos (Currieḷḷos) (aldea): 39 habitantes.
- Llamas de Ambasaguas (oficialmente, en asturiano, Ḷḷamas)[4] (aldea): 26 habitantes.
- El Pinar (barrio): 2 habitantes.
- Las Carballidas (lugar): 2 habitantes.
- La Cogolla (La Cogoḷḷa) (lugar): 9 habitantes.
- La Cortinona (lugar): 4 habitantes.
- San Tirso (San Tisu) (lugar): 24 habitantes.
- Sienra (lugar): 55 habitantes.

La villa de Cangas del Narcea es la capital del concejo de homónimo.